# 菊花木鼻節蜱
菊花木鼻節蜱（学名：Diptilomiopus championi）为双羽爪節蜱科羽爪節蜱屬下的一个种。